# Italia (pirofregata)
L’Italia è stata una pirofregata di I rango ad elica della Regia Marina.

## Storia e caratteristiche
Inizialmente battezzata Farnese ed impostata nei cantieri di Castellammare di Stabia il 2 settembre 1857 per conto della Real Marina del Regno delle Due Sicilie come unità similare delle pirofregate Borbona e Gaeta, la nave, con l'occupazione del Napoletano ad opera delle truppe piemontesi e garibaldine (inizio settembre 1860), venne catturata mentre era ancora in costruzione.
La costruzione proseguì quindi per conto della Marina del Regno di Sardegna e poi, dopo il 17 marzo 1861, per conto della neonata Regia Marina italiana, per la quale la nave, dopo il varo (6 aprile 1861, poche settimane dopo la nascita del Regno d'Italia), entrò in servizio il 3 marzo 1862 con il nome di Italia. Costruita in legno con scafo rivestito di piastre di rame, l’Italia, benché potentemente armata con ben 70 bocche da fuoco, all'entrata in servizio era ormai superata dall'introduzione della corazzatura, di cui era priva. L'unità dimostrò inoltre, una volta operativa, caratteristiche alquanto deludenti. L'armamento velico era a nave (consisteva cioè in tre alberi a vele quadre).
Già nel 1864 il pesante armamento di 70 cannoni venne modificato e ridotto a 42 pezzi d'artiglieria: dodici cannoni a canna liscia da 24 libbre, ventiquattro cannoni-obici lisci da 40 libbre (metà in batteria e metà in coperta) ed otto pezzi rigati da 80 libbre.
Ormai superata e di mediocri qualità, l’Italia ebbe una breve vita operativa, durante la quale non partecipò a nessun evento od operazione bellica di rilievo. Nel maggio 1864 venne inviata, insieme ad altre unità, in Tunisia, dove, aggregata alla Squadra d'Evoluzione del viceammiraglio Giovan Battista Albini, protesse gli interessi nazionali e le comunità italiane in Tunisia dalle rivolte in corso nel Paese nordafricano.
Nell'ottobre 1872 la fregata partecipò, insieme alle altre unità del I Gruppo (pirofregata corazzata Roma, pirofregata Principe Umberto, avviso Vedetta), ad esercitazioni nelle acque di Messina, alla presenza del re Vittorio Emanuele II.
Radiata nel 1875, dopo tredici anni di servizio, la nave venne avviata alla demolizione. La polena della pirofregata è conservata presso il Museo tecnico navale di La Spezia.